# Froland Station
Froland Station (Froland stasjon) er en jernbanestation på Arendalsbanen, der ligger i Froland kommune i Norge. Stationen består af et spor og en perron. Stationsbygningen er opført i træ efter tegninger af Paul Armin Due.
Stationen åbnede 23. november 1908 sammen med den første del af Arendalsbanen fra Arendal til Froland. 1. juni 1970 blev den gjort ubemandet, og i 1980 blev den nedgraderet til trinbræt.